# Dr Kenneth Kaunda
Dr Kenneth Kaunda is een district in Zuid-Afrika. Het ligt in de provincie Noordwest en telt 695.933 inwoners.

## Gemeenten in het district[4]
- City of Matlosana Local Municipality
- JB Marks Local Municipality
- Maquassi Hills Local Municipality